# Louis Beaubien
Pour les articles homonymes, voir Beaubien.
Louis Beaubien, né le 27 juillet 1837 à Montréal et mort le 19 juillet 1915 à Outremont, est un homme d'affaires et homme politique fédéral et provincial du Québec.
Son père est le médecin et homme politique Pierre Beaubien. Il est l'un des fondateurs de la ville d'Outremont ainsi que co-fondateur de la  Banque provinciale du Canada. Sa sépulture est située dans le cimetière Notre-Dame-des-Neiges, à Montréal.

## Biographie

### Famille
Marié à Suzanne-Lauretta Stuart, Louis Beaubien est le père de treize enfants dont Joseph Beaubien, le grand bâtisseur d'Outremont et Charles-Philippe Beaubien (en), le sénateur canadien. Louis Beaubien est aussi le grand-père du sénateur canadien Louis-Philippe Beaubien (en). Il est également cousin du sénateur Charles-Eusèbe Casgrain (fils) (en) et de son frère le député Philippe Baby Casgrain, et neveu du député Charles-Eusèbe Casgrain (père).

### Politique
Il est élu à l'Assemblée législative du Québec pour la première fois en 1867 dans la circonscription d'Hochelaga. Élu député conservateur à la Chambre des communes dans la circonscription fédérale d'Hochelaga lors des élections fédérales de 1872, il ne se représente pas aux élections fédérales de 1874 à la suite de l'abolition du double mandat. Réélu au niveau provincial en 1875, 1878 et en 1881, il ne se représente pas en 1886. Il est orateur de l'Assemblée nationale (président) de 1876 à 1878.
En 1891, Charles-Eugène Boucher de Boucherville le nomme commissaire à l'agriculture et à la colonisation. Élu député conservateur à l'Assemblée législative du Québec dans la circonscription de Nicolet en 1892, il continue d'occuper son poste de commissaire dans les cabinets de Louis-Olivier Taillon et d'Edmund James Flynn. Il ne se représente pas en 1897.
Il devient président de la Société Saint-Jean-Baptiste en 1882.

## Archives
Il y a un fonds Louis Beaubien et famille à Bibliothèque et Archives Canada. Le numéro de référence archivistique est R6820. 